# Hypnum campbellianum
Hypnum campbellianum là một loài Rêu trong họ Hypnaceae. Loài này được (Hampe) Hampe mô tả khoa học đầu tiên năm 1881.